# Hettene
Die Hettene (norwegisch für Mützen) sind eine Gruppe von Nunatakkern im ostantarktischen Königin-Maud-Land. Im Gebirge Sør Rondane ragen sie an der Westflanke des Hettebreen auf.
Norwegische Kartografen, die sie auch deskriptiv benannten, kartierten sie 1957 anhand von Luftaufnahmen, die bei der US-amerikanischen Operation Highjump (1946–1947) entstanden waren.